# Aéroport de Brochet
L'aéroport de Brochet est un aéroport situé au Manitoba, au Canada.